# Лопушой Віталій Гаврилович
Віта́лій Гаврило́вич Лопушой (20 жовтня 1986 — 26 серпня 2015) — солдат 19-го окремого мотопіхотного батальйону Збройних сил України, учасник російсько-української війни.

## Життєпис
Народився 1986 року у Великій Михайлівці Одеської області, 2004-го закінчив великомихайлівську ЗОШ № 1.
У квітні 2015 року мобілізований, солдат 19-го окремого мотопіхотного батальйону (40-а окрема артилерійська бригада).
26 серпня 2015-го загинув під час мінометного обстрілу терористами міста Мар'їнка. Тоді ж полягли Олександр Гуменюк, Валерій Головко, Олег Матлак, Олег Середюк.
Похований у селищі Сокорове, поруч зі своїми батьками та старшою сестрою.
Без брата лишилися три сестри.

## Нагороди та вшанування
За особисту мужність, сумлінне та бездоганне служіння Українському народові, зразкове виконання військового обов'язку відзначений — нагороджений
- орденом «За мужність» ІІІ ступеня (9.1.2016, посмертно)[1]